# Elise Forrestová Harlestonová
Elise Forrestová Harlestonová (nepřechýleně Elise Forrest Harleston; 8. února 1891 Charleston – 1970) byla známá jako první afroamerická fotografka v Jižní Karolíně. Byla také jednou z prvních černošských fotografek ve Spojených státech. Elise Beatrice Forrestová se narodila v Charlestonu v Jižní Karolíně 8. února 1891 Elviře Moorerové a Augustu Forrestovi, kteří pracovali jako účetní. Eliseina babička z otcovy strany byla „svobodná barevná osoba“. Elise Beatrice Forrestová se provdala za úspěšného afroamerického malíře Edwina Augusta Harlestona, který byl o devět let starší.

## Kariéra a vzdělání
Elise a Edwin Augustus Harlestonovi se setkali v Charlestonu v Jižní Karolíně v roce 1913, když bylo Elise 22 let. Elise i Edwin byli absolventy Avery Normal Institute, soukromé školy pro černošskou mládež která byla založena v roce 1868. Elise vystudovala Avery Normal Institute v roce 1910. Po ukončení studia pracovala jako učitelka v Jižní Karolíně. Na počátku 20. století bylo pro Afroameričany nezákonné pracovat na charlestonských veřejných školách, takže Elise pracovala na venkově v Jižní Karolíně. Zážitek ji však brzy omrzel a vrátila se do Charlestonu, kde poté pracovala jako švadlena v Union Millinery & Notion Company.
V té době chtěl Edwin rozšířit své znalosti o malbě a byl připraven studovat v zahraničí. Edwin měl v plánu otevřít si po svém návratu fotografické a malířské studio, a tak vyzval Elise, aby se zapsala do fotografické školy, aby se mohli vzít a otevřít si studio spolu.
Na podzim roku 1919 Elise odcestovala do New Yorku a zapsala se na fotografickou školu E. Brunela. Tam byla Elise jednou z pouhých dvou dalších afroamerických studentů a byla jedinou ženou. Po dokončení fotografické školy E. Brunela se Elise v roce 1921 s Edwinovým povzbuzením zapsala do Tuskegee Institute v Alabamě. Tam měla možnost absolvovat postgraduální kurzy u C. M. Battery, který byl vedoucím divize fotografie. Pod jeho vedením se Elise stala součástí umělecké komunity, která zpochybňovala rasistické stereotypy Afroameričanů, a její díla odrážela image „Nového černocha“.
Edwin a Elise se brzy vrátili do Charlestonu. Vzali se 15. září 1920. Na jaře 1922, jak slíbili, otevřeli Harleston Studio: 118 Calhoun Street v Charlestonu. Jejich studio fungovalo od roku 1922 do roku 1932. Tam pořizovala a prodávala sérii portrétů charlestonských černých pouličních prodavačů. Edwin byl malíř a Elise byla fotografka. Protože Edwin byl malíř portrétů, Elise často fotografovala jeho subjekty a on maloval podle jejích fotografií, jako například námět jeho oceněné kresby A Colored Grand Army Man. To umožnilo jeho klientům ušetřit mnoho hodin náročného pózování. Navzdory tomu bylo Edwinovi poskytnuto více uznání za jeho práci než Elise za její příspěvek do studia Harleston.

## Rodina
Přestože Edwin a Elise neměli vlastní děti, vychovali Edwinovu neteř Edwinu „Gussie“ Augustu Harleston Whitlock. Edwina byla dcerou Marie Isabelly Forrestové a Roberta Othella Harlestona, kteří oba trpěli tuberkulózou.

## Zobrazená práce
Aaron Douglas spolupracoval s Edwinem na vytvoření sady nástěnných maleb, které jsou vystaveny na Fisk University.
Dvě Eliseiny černobílé fotografie byly součástí mezinárodní výstavy v roce 1996 „Historie fotografek“. Byly vystaveny v knihovně New York Public Library. Bylo to poprvé, kdy měla být Eliseina práce vystavena mimo Jižní Karolínu.

## Život po Edwinovi
Poté, co Edwin Harleston políbil svého smrtelně nemocného otce, zemřel v roce 1931 na zápal plic Elise zavřela svůj ateliér a do roka se znovu provdala za učitele Johna J. Wheelera. Přestěhovala se do Baltimoru, poté do Chicaga a poté do jižní Kalifornie, kde zůstala až do své smrti. Zemřela na mozkové aneuryzma v roce 1970. Podle své praneteře, Edwininy dcery Mae Whitlock Gentry, nikdy nemluvila o svém vztahu s Edwinem ani o své práci fotografky.
Po Harlestonově smrti v roce 1970 její rodina našla Edwinovy dopisy a schránku s téměř dvěma desítkami negativů na skleněných deskách, které zachránila. Mnohé z jejích dokumentů jsou nyní v držení knihovny Stuart A. Rose Manuscript, Archives, and Rare Book Library na Emoryho univerzitě.